# Пристанционное (Полтавская область)
Пристанционное (укр. Пристанційне) — село,
Малоперещепинский сельский совет,
Новосанжарский район,
Полтавская область,
Украина.
Код КОАТУУ — 5323483408. Население по переписи 2001 года составляло 877 человек.

## Географическое положение
Село Пристанционное находится в 2,5 км от левого берега реки Ворскла и у заболоченной поймы реки Тагамлык; в 2-х км от села Малая Перещепина.
Река в этом месте извилистая, образует старицы и заболоченные озёра.
Село окружено лесным массивом (сосна).
Через село проходит железная дорога, станция Малая Перещепинская.

## Объекты социальной сферы
- Школа.